# Лічильник теплової енергії
При́лад комерці́йного о́бліку теплово́ї ене́ргії — засіб вимірювальної техніки, що має нормовані метрологічні характеристики, тип якого внесено до Державного реєстру засобів вимірювальної техніки, або такий, що пройшов державну метрологічну атестацію, на основі показів якого визначається обсяг спожитої теплової енергії.